# Croton bixoides
Espèce
Croton bixoides est une espèce de plantes à fleurs du genre Croton et de la famille des Euphorbiaceae présente sur les Îles du Vent et à Trinité.
Il a pour synonyme :
- Oxydectes bixoides (Vahl) Kuntze